# Ježíšova chronologie

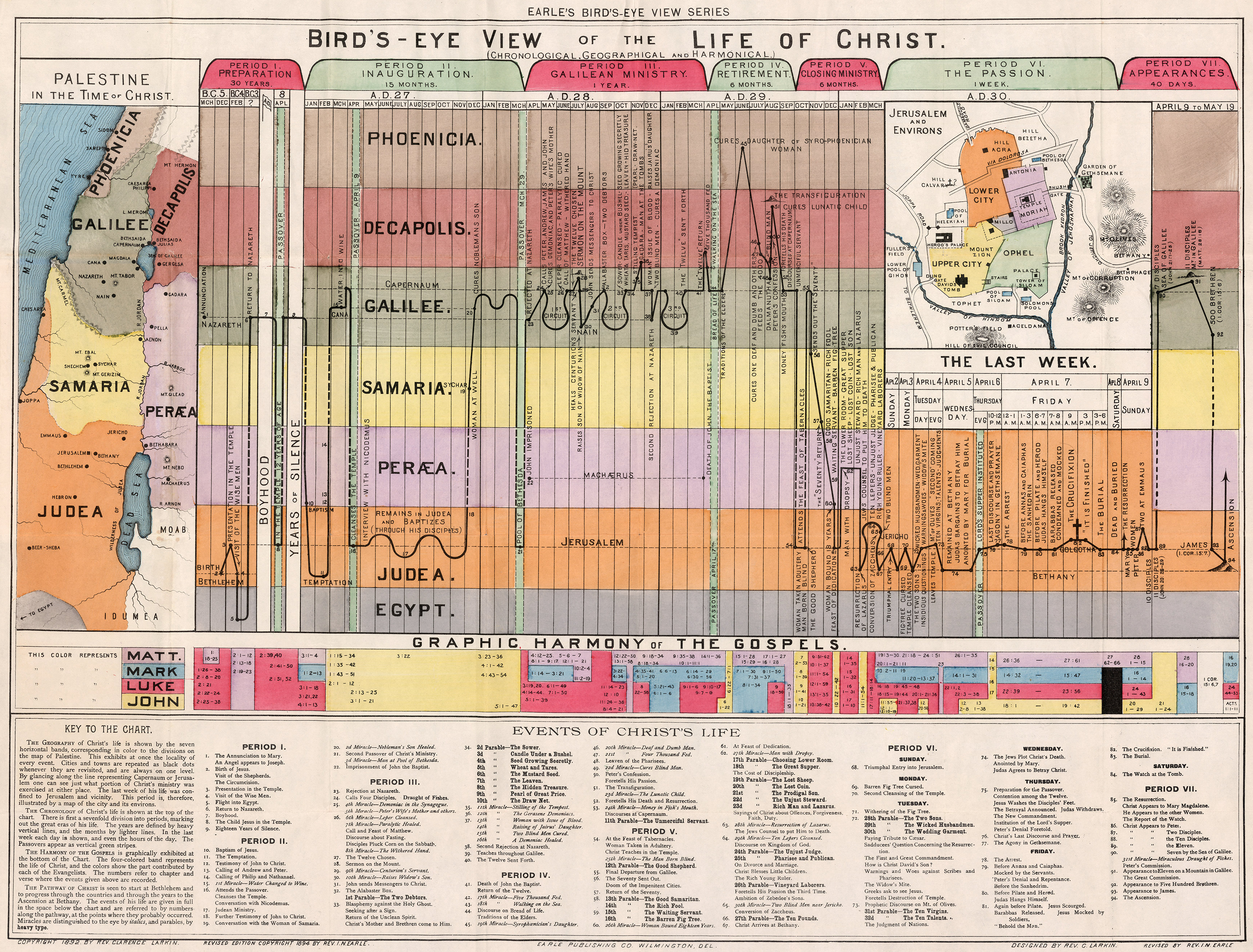
Graf od Rev. I. N. Earla zobrazující časovou osu života Ježíše Krista, jak je popsán v evangeliích.

Cílem Ježíšovy chronologie je stanovit časovou osu událostí Ježíšova života. Vědci porovnávají židovské a řecko-římské dokumenty a astronomické kalendáře s novozákonními zprávami, aby odhadli data hlavních událostí Ježíšova života. 
K odhadu roku Ježíšova narození se používají dva hlavní přístupy: jeden vychází z popisu jeho narození v evangeliích s odkazem na vládu krále Heroda a druhý z odečtení jeho udávaného věku „asi 30 let“, kdy začal kázat. Většina badatelů na tomto základě předpokládá datum narození mezi lety 6 a 4 př. n. l.
Pro odhad roku, kdy Ježíš začal kázat, se používají tři údaje: zmínka o jeho věku „asi 30 let“ v „patnáctém roce“ vlády císaře Tiberia, další údaj se vztahuje k datu stavby jeruzalémského chrámu a další se týká smrti Jana Křtitele. Proto učenci odhadují, že Ježíš začal kázat a shromažďovat stoupence kolem roku 28-29 n. l. Podle tří synoptických evangelií Ježíš pokračoval v kázání nejméně jeden rok a podle evangelisty Jana tři roky.
Pro odhad data ukřižování Ježíše bylo použito pět metod. Jedna z nich využívá jiné prameny než křesťanské, jako jsou Josefus a Tacitus. Jiná pracuje zpětně od historicky prokázaného procesu s apoštolem Pavlem římským prokonzulem Galiem v Korintu v roce 51/52 n. l., aby odhadla datum Pavlova obrácení. Obě metody vedou k roku 36 n. l. jako horní hranici ukřižování. Učenci se tedy obecně shodují, že Ježíš byl ukřižován mezi lety 30 a 36 n. l. Astronomická metoda Isaaca Newtona počítá s těmi starověkými velikonocemi (vždy vymezenými úplňkem), kterým předchází pátek, jak je uvedeno ve všech čtyřech evangeliích; zbývají dvě možná data ukřižování, 7. dubna 30 n. l. a 3. dubna 33 n. l. Issac Newton však vyslovil dva běžné předpoklady, které jsou velmi sporné. Za prvé, den bezprostředně následující po svátku Pesach je vždy zvláštní sobotou (velkou sobotou), která nesouvisí s týdenními „sobotami“ – viz Lv 23 (Kral, ČEP). To znamená, že Pesach mohl připadnout na středu, čtvrtek nebo pátek. Za druhé, hebrejský kalendář –vyžaduje, aby byla úroda ječmene připravena ke sklizni, tzv. avivský ječmen, a také aby byl spatřen první úlomek novoluní, aby byl vyhlášen první biblický měsíc (nisan). Je to proto, že úroda prvních plodů se používá při jarních Hospodinových svátcích, které se konají v měsíci nisanu. Protože se nemůžeme vrátit do minulosti, abychom zjistili, zda byla úroda ječmene připravena 1. nisanu, můžeme to přibližně určit pomocí kalendáře Hillel II. Tento kalendářní výpočet uznává, že v devatenáctiletém cyklu je sedmkrát třeba přidat měsíc navíc. To znamená, že Newton mohl hledat ve špatném měsíci, stejně jako jakýkoli výpočet používající nebiblické metody k určení, kdy nastávají „Velikonoce“.  Podle metody zatmění Měsíce se výrok apoštola Petra, že se Měsíc při ukřižování proměnil v krev – Sk 2, 14–21 (Kral, ČEP), vztahuje k zatmění Měsíce z 3. dubna 33 n. l.; astronomové však diskutují o tom, zda bylo zatmění viditelné až na západ od Jeruzaléma. Nejnovější astronomické výzkumy využívají kontrastu mezi synoptickým datem Ježíšovy poslední večeře na jedné straně a Janovým datem následné „židovské večeře“ na straně druhé k návrhu, že Ježíšova poslední večeře se konala ve středu 1. dubna n. l. 33 a ukřižování v pátek 3. dubna n. l. a zmrtvýchvstání třetího dne. 

## Kontext a přehled

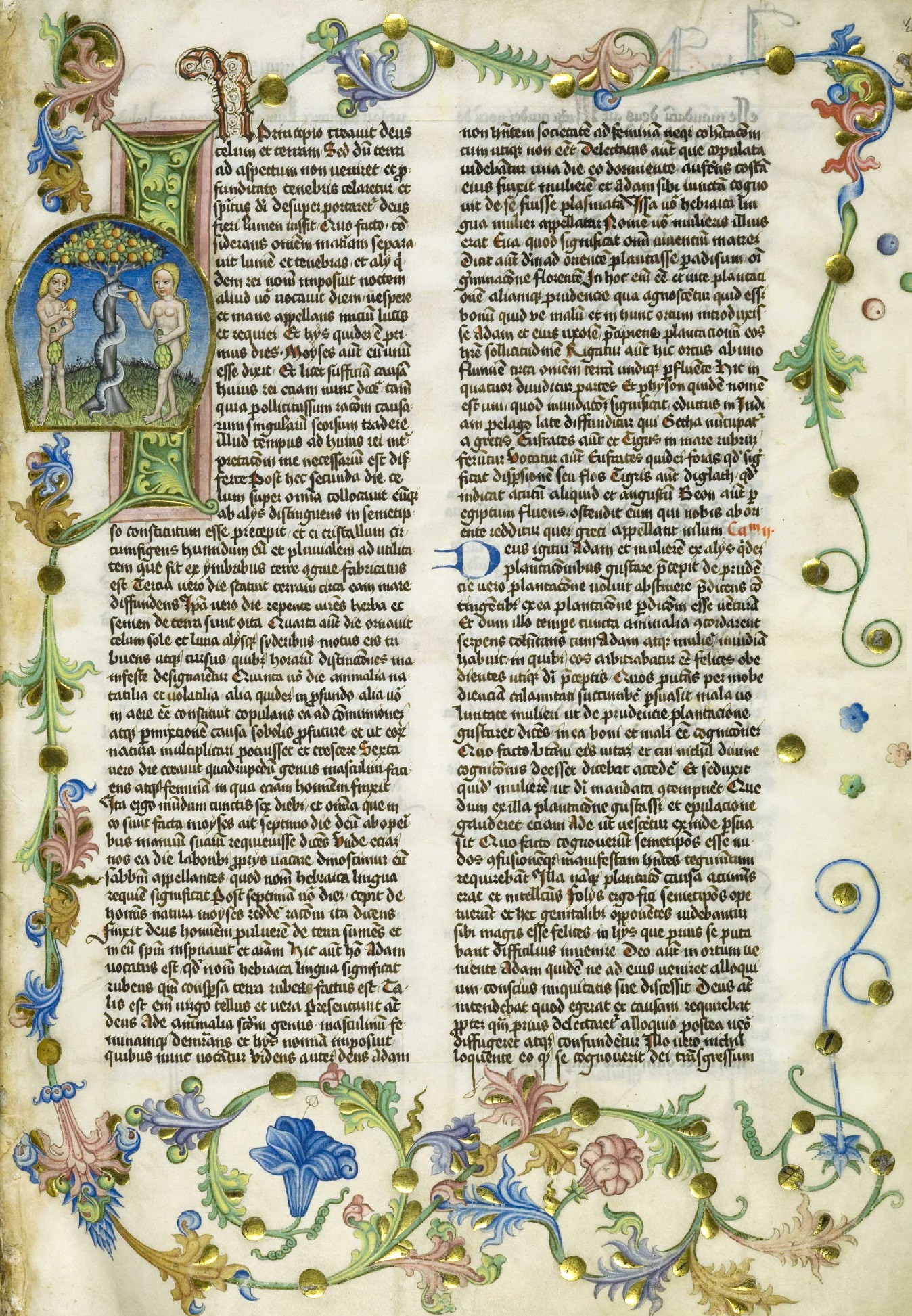
Židovské starožitnosti od Flavia Iosepha, asi 93–94 n. l., zdroj pro Ježíšovu chronologii.

Křesťanská evangelia si nečiní nárok na vyčerpávající výčet událostí z Ježíšova života. Byla napsána spíše jako teologické dokumenty v kontextu raného křesťanství než jako historické kroniky a jejich autoři se příliš nezajímali o absolutní chronologii Ježíše nebo o synchronizaci epizod jeho života se světskými dějinami doby. Jednou z indicií, že evangelia jsou spíše teologickými dokumenty než historickými kronikami, je skutečnost, že přibližně třetinu svého textu věnují pouhým sedmi dnům, konkrétně poslednímu týdnu Ježíšova života v Jeruzalémě, známému také jako Kristovo utrpení.
Nicméně evangelia poskytují některé podrobnosti o událostech, které lze jednoznačně datovat, takže lze porovnáním s nezávislými prameny stanovit datové rozmezí hlavních událostí v Ježíšově životě. Při historických analýzách Ježíšovy chronologie byla použita řada nekřesťanských historických dokumentů, jako jsou židovské a řecko-římské prameny. Prakticky všichni moderní historikové se shodují na tom, že Ježíš existoval, a považují jeho křest a ukřižování za historické události a předpokládají, že lze odhadnout přibližný rozsah těchto událostí.
Na základě těchto metod většina badatelů předpokládá datum narození mezi lety 6 a 4 př. n. l. a Ježíšovo kázání začalo kolem let 27–29 n. l. a trvalo jeden až tři roky. Ježíšovu smrt vypočítávají mezi lety 30 a 36 n. l.

## Rok Ježíšova narození
Viz též: Ježíšovo narození a Datum Ježíšova narození
Datum narození Ježíše Nazaretského není uvedeno v evangeliích ani v žádném světském textu, ale většina badatelů předpokládá datum narození mezi lety 6 př. n. l. a 4 př. n. l. K odhadu roku Ježíšova narození se používají dvě hlavní metody: jedna vychází z popisů jeho narození v evangeliích s odkazem na vládu krále Heroda a druhá z odečtení jeho uvedeného věku „asi 30 let“ od doby, kdy začal kázat – Lk 3, 23 (Kral, ČEP) v „patnáctém roce vlády císaře Tiberia“ – Lk 3, 1–2 (Kral, ČEP): obě metody uvádějí datum narození před Herodovou smrtí v roce 4 př. n. l., respektive datum narození kolem roku 2 př. n. l.

### Biblické odkazy na vládu krále Heroda
Obě vyprávění o Ježíšově narození v Matoušově a Lukášově evangeliu se od sebe podstatně liší a jsou považována za napsaná nezávisle na sobě. Některé shodné prvky však zjevně vycházejí ze společné rané tradice:
- Ježíš se narodil za vlády judského krále Heroda Velikého – Mt 2, 1 (Kral, ČEP); Lk 1, 5 (Kral, ČEP) vs. Lk 2, 1 (Kral, ČEP).
- v Betlémě – Mt 2, 5 (Kral, ČEP); Lk 2, 4–15 (Kral, ČEP)
- předtím, než se jeho rodiče přestěhovali do Nazareta – Mt 2, 22 (Kral, ČEP), nebo před jejich návratem do Nazareta – Lk 2, 39 (Kral, ČEP)
- Ježíšovi rodiče Marie a Josef byli zasnoubeni – Mt 1, 18–20 (Kral, ČEP); Lk 1, 27 (Kral, ČEP); Lk 2, 5 (Kral, ČEP).
- Jeho narození bylo panenským zrozením počatým z Ducha svatého.
- Andělé oznámili Ježíšovo narození, jeho jméno, jeho roli Mesiáše (je potomkem krále Davida a synem Božím) a jeho poslání zachránit svůj lid od hříchu – Mt 1, 21 (Kral, ČEP); Lk 1, 77 (Kral, ČEP); Lk 2, 11–30 (Kral, ČEP).

Lukáš i Matouš tedy nezávisle na sobě spojují Ježíšovo narození s vládou Heroda Velikého. Matouš navíc naznačuje, že Ježíšovi byly maximálně dva roky, když Herodes údajně nařídil masakr neviňátek, tedy povraždení všech chlapců v Betlémě do věku dvou let – Mt 2, 16 (Kral, ČEP).
Většina vědců, kteří se zabývají datem Herodovy smrti, se řídí výpočty Emila Schürera publikovanými v roce 1896, který upravil tradiční datum smrti z roku 1 př. n. l. na rok 4 př. n. l. Dva z Herodových synů, Archelaos a Filip Tetrarcha, datují svou vládu od roku 4 př. n. l., ačkoli Archelaos zřejmě zastával královskou moc již za Herodova života. Filipova vláda měla trvat 37 let, až do jeho smrti v tradičně přijímaném 20. roce Tiberia (34 n. l.), což znamená, že nastoupil roku 4 př. n. l. Nejstarší rukopisy Starožitností Flavia Iosepha uvádějí Filipovu smrt ve 22., nikoli 20. roce vlády Tiberia. V Britské knihovně se nenachází jediný rukopis před rokem 1544 n. l., který by měl pro Filipovu smrt tradičně přijímaný 20. rok Tiberia. Tento důkaz odstraňuje hlavní překážku pro pozdější datum Herodovy smrti 1. roku před Kristem. Seznam nejstarších rukopisů lze nalézt v knize „Josephus Re-examined“, D. Beyer. Někteří badatelé podporují tradiční datum 1 př. n. l. pro Herodovu smrt. Filmer a Steinmann například předpokládají, že Herodes zemřel v roce 1 př. n. l. a že jeho dědicové svou vládu datovali do roku 4 nebo 3 př. n. l., aby potvrdili, že se překrývá s Herodovou vládou, a posílili tak svou vlastní legitimitu. Podle Josefova líčení Herodově smrti předcházelo zatmění měsíce a následoval svátek Pesach. K zatmění došlo v roce 4 př. n. l. 13. března, tedy asi 29 dní před Pesachem, a toto zatmění bylo předpokládáno jako to, o němž mluví Iosephus. V tomto období však došlo k dalším zatměním a existují zastánci roku 5 př. n. l. a dvou zatmění z roku 1 př. n. l., která nastala 10. ledna a 29. prosince. Nicméně většina učenců upřednostňuje rok narození Ježíše mezi lety 6 a 4 př. n. l.

### Odečtení Ježíšova věku „asi 30 let“, když kázal
Jiný přístup k odhadu Ježíšova roku narození je založen na tvrzení v Lukášově evangeliu – Lk 3, 23 (Kral, ČEP), že mu bylo „asi 30 let“, když začal svou službu. Ježíš začal kázat poté, co byl pokřtěn Janem Křtitelem, a na základě Lukášova evangelia začal Jan křtít lidi až „v patnáctém roce vlády císaře Tiberia“ – Lk 3, 1–2 (Kral, ČEP), což vědci odhadují na roky 28–29 n. l. Po odečtení 30 let se zdá, že se Ježíš narodil v letech 1–2 př. n. l. Pokud se však věta „kolem 30 let“ vykládá jako 32 let, mohlo by to odpovídat datu narození právě za vlády Heroda, který zemřel v roce 4 př. n. l.
Orientační datum 28–29 n. l. je nezávisle potvrzeno Janovým prohlášením – Jan 2, 20 (Kral, ČEP), že Chrám byl údajně ve 46. roce výstavby během Paschy, kdy Ježíš začal své působení, což podle vědeckých odhadů také odpovídá 28–29 n. l.

### Další přístupy
V Janově evangeliu – Jan 8, 57 (Kral, ČEP) se mimoděk zmiňuje horní hranice Ježíšova věku při kázání: Židé mu řekli: „Ještě ti není padesát, a viděl jsi Abrahama?“ Padesát let je zaokrouhlené číslo, které zdůrazňuje nesoulad s Ježíšovým tvrzením, že existoval před Abrahamem, tedy více než tisíc let.
Někteří komentátoři se pokoušeli určit datum narození ztotožněním betlémské hvězdy s nějakým známým astronomickým nebo astrologickým jevem. Například astronom Michael Molnar navrhl jako pravděpodobné datum narození 17. dubna 6 př. n. l., protože toto datum odpovídalo heliakickému východu a zákrytu Jupitera Měsícem, který se na okamžik zastavil v souhvězdí Berana. Podle Molnára by pro znalé astrology té doby tato velmi neobvyklá kombinace událostí naznačovala, že se v Judsku narodí (nebo narodila) královská osobnost. Další výzkumy poukazují na zprávu Královské astronomické společnosti z roku 1991, která zmiňuje, že čínští astronomové zaznamenali v březnu roku 5 př. n. l. „kometu“, která vydržela na obloze v oblasti Kozoroha 70 dní. Autoři Dugard a O'Reilly považují tuto událost za pravděpodobnou betlémskou hvězdu. Možných jevů je však celá řada a zdá se, že žádný z nich přesně neodpovídá popisu v evangeliu.

## Roky kazatelské činnosti

### Tiberiova vláda a Lukášovo evangelium

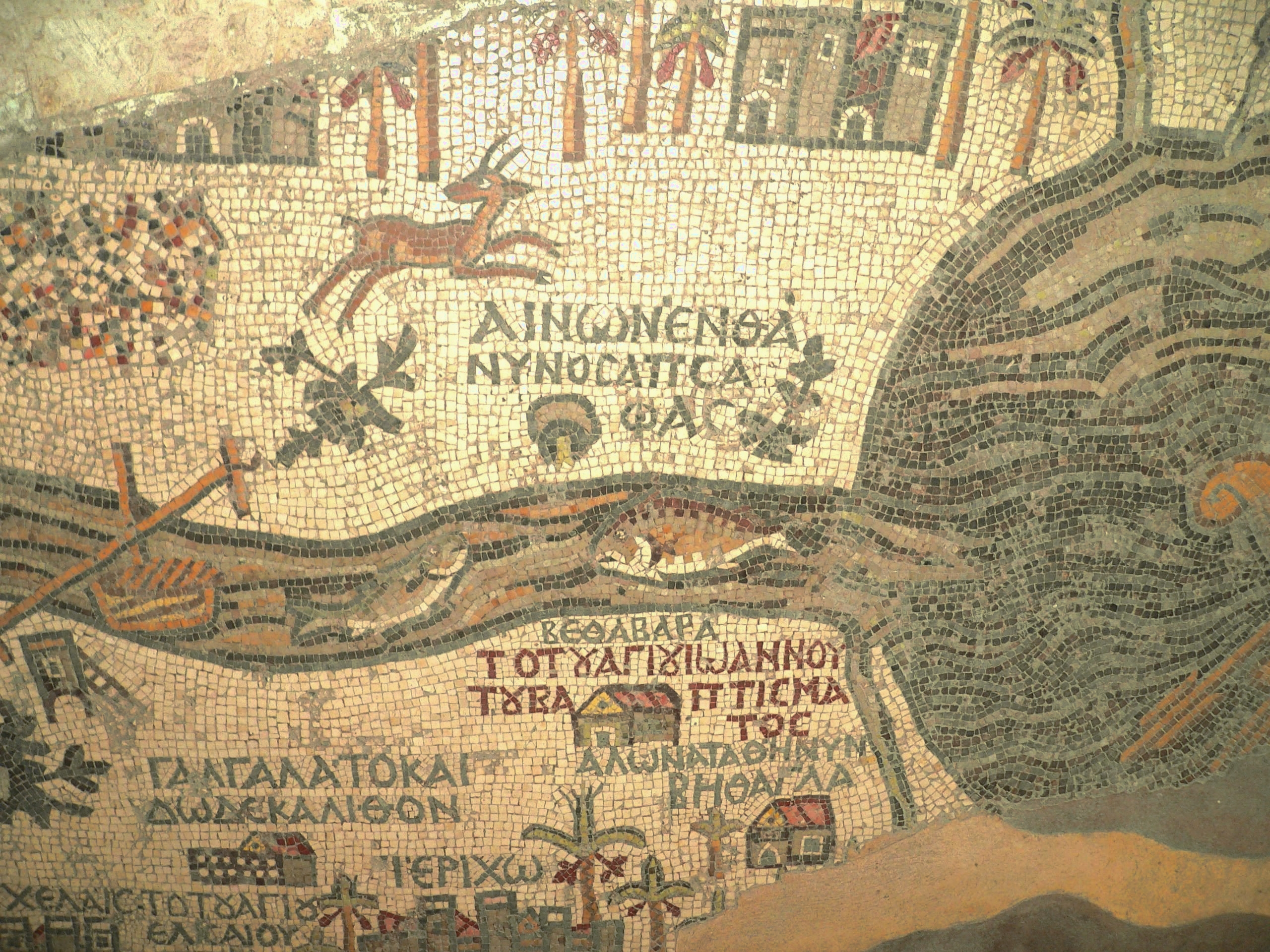
Část Madabské mapy ukazující Betánii v Zajordání (Βέθαβαρά), která je označována jako místo, kde Jan křtil

Jedna z metod, jak odhadnout datum začátku Ježíšova působení, vychází z Lukášova evangelia, kde se v Lukášově evangeliu – Lk 3, 1–2 (Kral, ČEP) konkrétně píše o působení Jana Křtitele, které předcházelo působení Ježíšovu:
V patnáctém roce vlády císaře Tiberia, když Pontius Pilát spravoval Judsko a v Galileji vládl Herodes, jeho bratr Filip na území Itureje a Trachonitidy a Lyzanias v Abiléně, za nejvyššího kněze Annáše a Kaifáše, stalo se slovo Boží k Janovi, synu Zachariášovu, na poušti.
Tiberiova vláda začala po smrti jeho předchůdce Augusta v září 14 n. l., což znamená, že působení Jana Křtitele začalo koncem roku 28 n. l. nebo začátkem roku 29 n. l. Riesnerův alternativní návrh je, že Jan Křtitel začal své působení v roce 26 nebo 27 n. l., protože Tiberius vládl společně s Augustem dva roky, než se stal jediným vládcem. V takovém případě by se patnáctý rok Tiberiovy vlády počítal od roku 12 n. l. Riesnerův návrh je však považován za méně pravděpodobný, protože všichni významní římští historikové, kteří počítají roky Tiberiovy vlády – jmenovitě Tacitus, Suetonius a Cassius Dio – počítají od roku 14 n. l., tedy od roku Augustovy smrti. Kromě toho důkazy na mincích ukazují, že Tiberius začal vládnout v roce 14 n. l.
Nový zákon představuje Jana Křtitele jako předchůdce Ježíše a Ježíšův křest jako počátek Ježíšova působení. Apoštol Petr ve svém kázání ve Sk 10, 37–38 (Kral, ČEP), které pronesl v domě setníka Kornélia, zmiňuje, co se stalo „po celém Judsku, počínaje Galileou, po křtu, který hlásal Jan“, a že Ježíš poté šel „konat dobré skutky“. Na vyprávění o Ježíšově křtu bezprostředně navazuje jeho 40denní půst a pokoušení ďáblem.

### Jeruzalémský chrám a Janovo evangelium

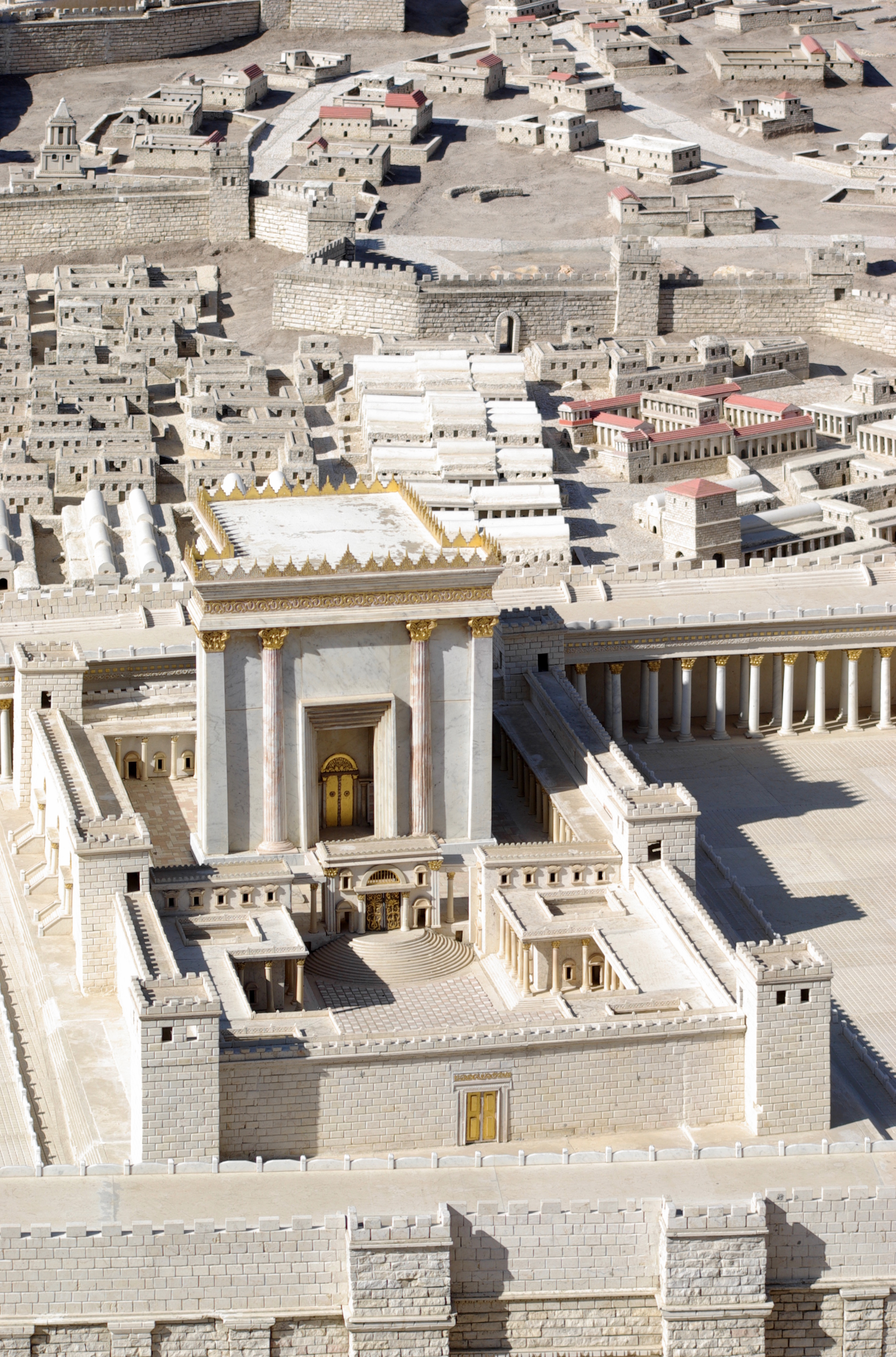
Herodův chrám, o němž se píše v Janově evangeliu –, jak si ho představuje model Jeruzaléma ve Svaté zemi. V současnosti se nachází v sousedství expozice Svatyně knihy v Izraelském muzeu v Jeruzalémě.

Další metodou, jak odhadnout začátek Ježíšova působení bez závislosti na synoptických evangeliích, je propojení zprávy v Janově evangeliu o Ježíšově návštěvě Herodova chrámu v Jeruzalémě s historickými údaji o stavbě chrámu.
V Janově evangeliu – Jan 2, 13 (Kral, ČEP) se píše, že Ježíš šel do jeruzalémského chrámu přibližně na začátku svého působení, a v Janově evangeliu – Jan 2, 20 (Kral, ČEP) se píše, že Ježíš: „Čtyřicet šest let byl tento chrám budován, a ty jej chceš postavit ve třech dnech?““.
Herodův chrám v Jeruzalémě byl rozsáhlou a dlouhotrvající stavbou na Chrámové hoře, která nebyla nikdy zcela dokončena ani v době, kdy ji Římané zničili v roce 70 n. l. Herodes, který vybudoval celá města, jako například Cesareu Maritimu, považoval stavbu chrámu za klíčovou, kolosální památku. Posvěcení původního chrámu (někdy nazývaného vnitřní chrám) následovalo po 17 nebo 18 měsících výstavby, těsně po návštěvě Augusta v Sýrii.
Flavius Iosephus (Ant 15.11.1) uvádí, že přestavbu chrámu zahájil Herodes v 18. roce své vlády. Panují však určité nejasnosti ohledně toho, jak Josefus uváděl a počítal data, která událost znamenala začátek Herodovy vlády a zda se počáteční datum mělo vztahovat k vnitřnímu chrámu, nebo k následné stavbě. Různí badatelé proto dospívají k mírně odlišným datům přesného začátku stavby Chrámu a v konečném odhadu data návštěvy Chrámu se liší o několik let. Vzhledem k tomu, že stavba Chrámu trvala 46 let, je nejlepším vědeckým odhadem, kdy Ježíš kázal, rok 29 n. l.

### Zmínka o Janu Křtiteli u Flavia Iosepha
Jak evangelia, tak historik prvního století Flavius Iosephus ve svém díle Židovské starožitnosti zmiňují Heroda Antipu, který zabil Jana Křtitele, a svatbu Heroda a Herodiady, čímž vznikly dvě klíčové souvislosti mezi Josefem a biblickými epizodami. Josephus se zmiňuje o uvěznění a popravě Jana Křtitele Herodem Antipou a o tom, že Herodias opustila svého manžela a provdala se za Heroda Antipu, což bylo v rozporu s židovským zákonem.

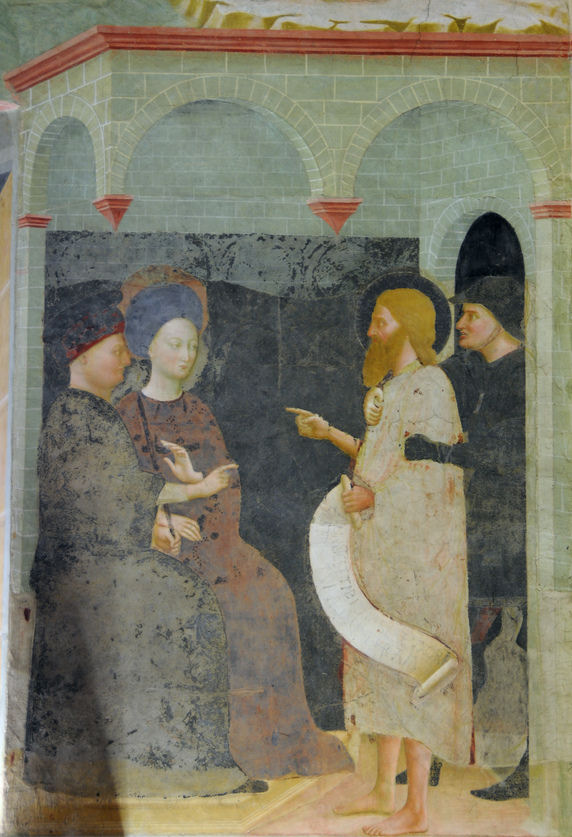
Křtitel kárá Herodese. Freska od Masolina, 1435

Iosephus a evangelia se však rozcházejí v detailech a motivech, např. zda byla poprava důsledkem sňatku Heroda Antipy a Herodiady (jak je uvedeno v Mt 14, 4 (Kral, ČEP); Mk 6, 18 (Kral, ČEP)), nebo preventivním opatřením Heroda, které se možná uskutečnilo před sňatkem, aby potlačil možné povstání na základě Janových poznámek, jak naznačuje Iosephus v Židovských starožitnostech.
Přesný rok sňatku Heroda Antipy a Herodiady je mezi učenci předmětem diskusí. Zatímco někteří učenci kladou rok sňatku do rozmezí let 27–31 n. l., jiní se přiblížili až k roku 35 n. l., ačkoli takto pozdní datum má mnohem menší oporu. Harold Hoehner ve své analýze Herodova života odhaduje, že k uvěznění Jana Křtitele došlo pravděpodobně kolem roku 30–31 n. l. The International Standard Bible Encyclopedia odhaduje, že ke smrti Jana Křtitele došlo kolem roku 31–32 n. l.
Iosephus uvedl (Ant 18.5.2), že porážka Heroda Antipy v roce 36 n. l. ve střetu s Aretem IV. z Nabateje byla tehdejšími Židy považována za neštěstí, které způsobila Herodova nespravedlivá poprava Jana Křtitele. Vzhledem k tomu, že Jan Křtitel byl popraven před porážkou Heroda Aretou, a na základě vědeckých odhadů přibližného data sňatku Heroda Antipy a Herodiady spadá poslední část působení Jana Křtitele, a tedy i části Ježíšova působení, do historického časového rozmezí let 28–35 n. l., přičemž pozdější rok 35 má mezi vědci nejmenší podporu.

## Datum ukřižování
Viz též: Ukřižování Ježíše Krista

### Prefektura Piláta Pontského
Viz též: Pilátův soud, Iosephus o Ježíši a Tacitus o Ježíši
Všechna čtyři kanonická evangelia uvádějí, že Ježíš byl ukřižován za prefekta Piláta Pontského, římského místodržitele římské Judeje.
V knize Židovské starožitnosti (napsané kolem roku 93 n. l.) Iosephus uvádí (Ant 18.3), že Ježíš byl ukřižován na Pilátův rozkaz. Většina badatelů se shoduje, že ačkoli tato zmínka obsahuje některé pozdější křesťanské interpolace, původně obsahovala zmínku o popravě Ježíše pod Pilátovým vedením.
Ve druhém století římský historik Tacitus v Letopisech (asi 116 n. l.) popsal pronásledování křesťanů Neronem a uvedl (Letopisy 15.44), že Ježíš byl popraven na Pilátův rozkaz za vlády Tiberia (císař od 19. srpna 14 do 16. března 37 n. l.).
Podle Flavia Iosepha byl Pilát Pontský místodržitelem Judeje od roku 26 n. l., dokud ho nenahradil Marcellus, a to buď v roce 36 n. l., nebo v roce 37 n. l., což určuje datum Ježíšovy smrti mezi lety 26 a 37 n. l.

### Vláda Herodese Antipy
Viz též: Ježíš na Herodesově dvoře
V Lukášově evangeliu si Pilát během Ježíšova pobytu u Pilátova soudu uvědomil, že Ježíš je Galilejec, a proto spadá pod jurisdikci Herodese Antipy. Vzhledem k tomu, že Herodes byl v té době v Jeruzalémě, rozhodl se Pilát poslat Ježíše k Herodesovi, aby byl souzen.
Tato epizoda je popsána pouze v Lukášově evangeliu – Lk 23, 7–15 (Kral, ČEP). Někteří badatelé sice zpochybňují pravost této epizody, protože je v Lukášově evangeliu jedinečná, ale International Standard Bible Encyclopedia uvádí, že dobře zapadá do tématu evangelia.
Herodes Antipas, syn Heroda Velikého, se narodil před rokem 20 př. n. l. a byl vyhnán do Galie v létě roku 39 n. l. po vleklé intrice, do níž byli zapleteni Caligula a Agrippa I., vnuk jeho otce. Tato epizoda naznačuje, že Ježíšova smrt nastala před rokem 39 n. l.

### Obrácení Pavla

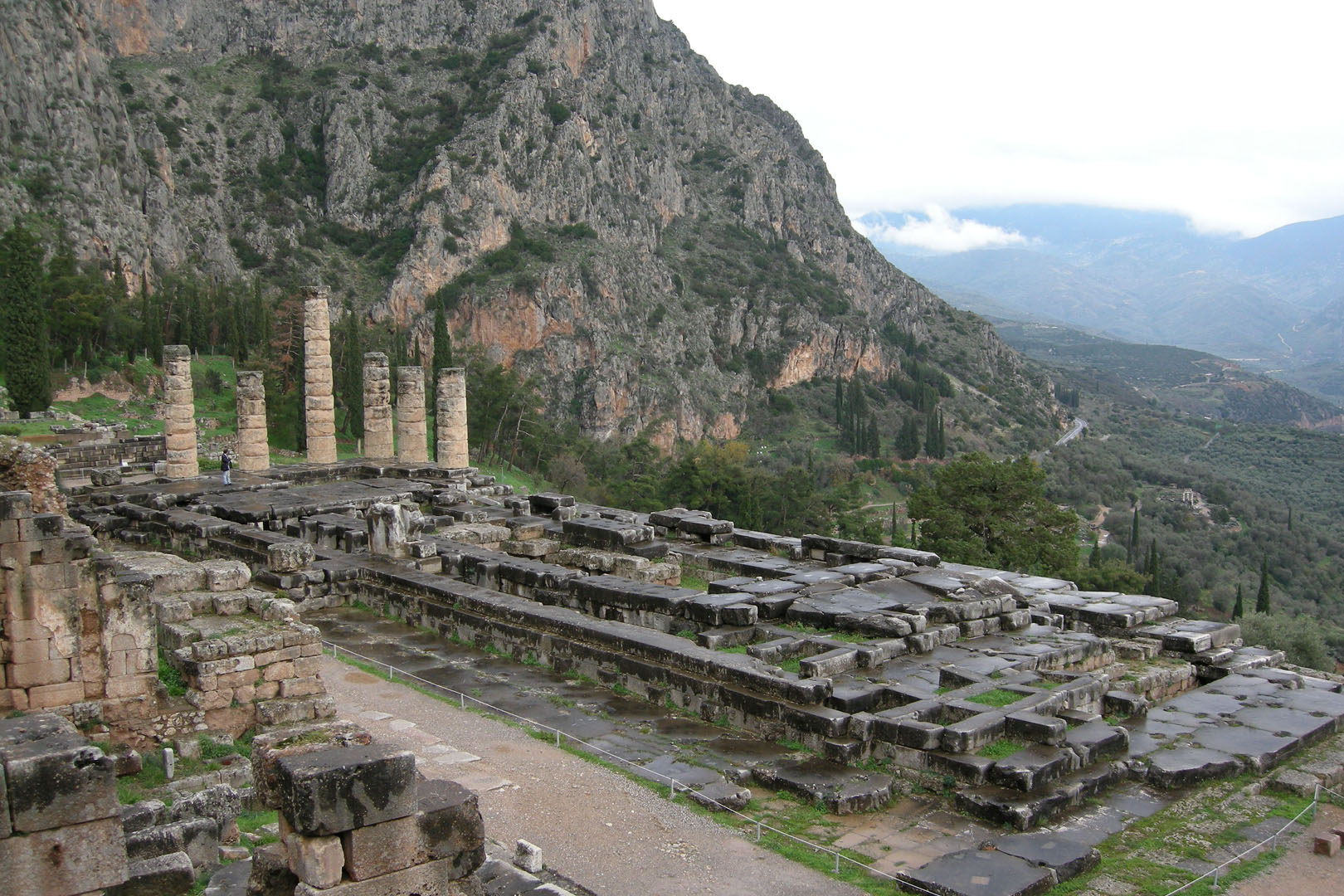
Apollónův chrám v řeckých Delfách, kde byl počátkem 20. století objeven Delfský nápis.

Dalším přístupem k odhadu horní hranice roku Ježíšovy smrti je odhad data obrácení apoštola Pavla, které novozákonní zprávy kladou do doby po Ježíšově smrti. O Pavlově obrácení pojednávají jak Pavlovy listy, tak Skutky apoštolů.
V Prvním listu Korintským – 1Kor 15, 3–8 (Kral, ČEP) se Pavel zmiňuje o svém obrácení. Skutky apoštolů obsahují tři samostatné zmínky o jeho zkušenosti s obrácením, a to v Sk 9 (Kral, ČEP), Sk 22 (Kral, ČEP) a Sk 26 (Kral, ČEP).
Odhad roku Pavlova obrácení se opírá o zpětný postup od jeho soudu před Juniem Galiem v Acháji v Řecku – Sk 18, 12–17 (Kral, ČEP) kolem roku 51-52 n. l., což je datum odvozené z nálezu a zveřejnění čtyř kamenných fragmentů v roce 1905 jako součásti Delfských nápisů v Delfách na druhém břehu Korintského zálivu. Nápis zachycuje dopis od Claudia týkající se Galia datovaný během 26. aklamace Claudia, tedy někdy mezi lednem 51 a srpnem 52.
Na základě toho většina historiků odhaduje, že Gallio (bratr Seneky Mladšího) se stal prokonzulem mezi jarem roku 51 a létem roku 52 n. l. a že jeho funkce skončila nejpozději v roce 53 n. l. Obecně se předpokládá, že proces s Pavlem se odehrál na počátku Galliova působení, a to na základě zmínky Sk 18, 2 (Kral, ČEP) o jeho setkání v Korintu s Priscillou a Akvilou, kteří byli před nedávnou dobou vypovězeni z Říma na základě vypovězení Židů z Říma císařem Claudiem, které je datováno do let 49-50 n. l.
Podle Nového zákona strávil Pavel v Korintě osmnáct měsíců, tedy přibližně sedmnáct let po svém obrácení. V listu Galaťanům  – Gal 2, 1–10 (Kral, ČEP) se uvádí, že Pavel se vrátil do Jeruzaléma čtrnáct let po svém obrácení, a v knize Skutků se objevují různé misie (někdy i s Barnabášem), jako například ve Sk 11, 25–26 (Kral, ČEP) a 2Kor 11, 23–33 (Kral, ČEP). Obecně přijímaný vědecký odhad data Pavlova obrácení je 33–36 n. l., což klade Ježíšovu smrt před toto datové rozmezí.

### Astronomická analýza

#### Newtonova metoda

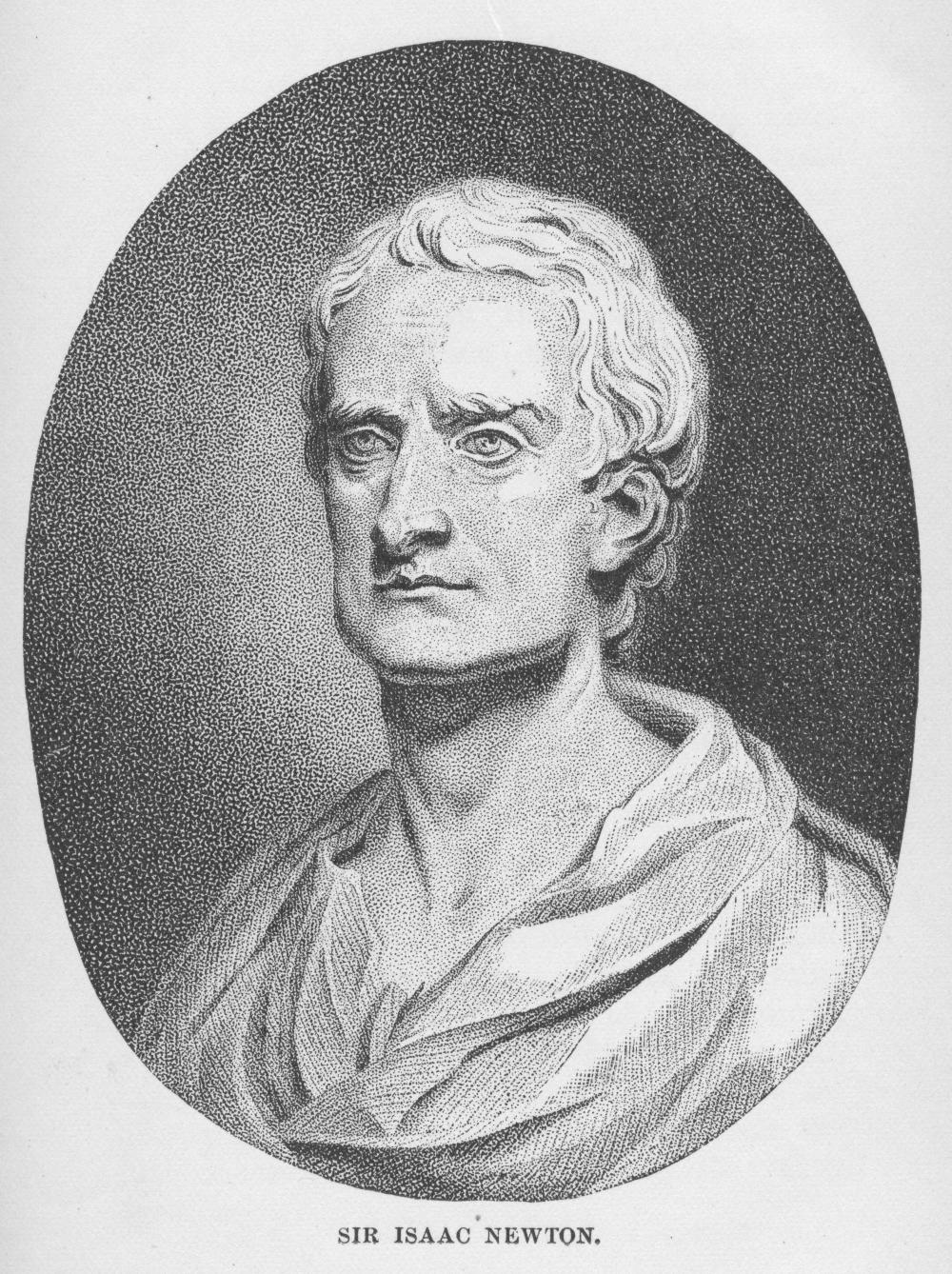
Isaac Newton odvodil metodiku datování ukřižování

Všechna čtyři evangelia se s přesností na jeden den shodují v tom, že ukřižování proběhlo v době Pesachu, a všechna čtyři evangelia se shodují v tom, že Ježíš zemřel několik hodin před začátkem židovské soboty, tj. zemřel před setměním v pátek – Mt 27, 62 (Kral, ČEP); Mt 28, 1 (Kral, ČEP); Mk 15, 42 (Kral, ČEP); Lk 23, 54 (Kral, ČEP); Jan 19, 31–42 (Kral, ČEP). V oficiálním kalendáři svátků v Judsku, který používali chrámoví kněží, byl čas Pesachu přesně určen. K porážce beránků na svátek Pesach docházelo mezi 15. a 17. hodinou 14. dne židovského měsíce nisan (což odpovídá březnu/dubnu). Pesachové jídlo začínalo toho večera při východu měsíce (nutně v úplňku), tj. na začátku 15. nisanu (židovský den běží od večera do večera) – Lv 23, 5 (Kral, ČEP); Nm 28, 16 (Kral, ČEP). V evangelijních zprávách o ukřižování je zjevný rozpor v délce jednoho dne, který je předmětem rozsáhlých diskusí. V Janově evangeliu se uvádí, že den Ježíšova soudu a popravy byl den před velikonocemi – Jan 18, 28 (Kral, ČEP) a Jan 19, 14 (Kral, ČEP), proto Jan klade ukřižování na 14. nisan. Stejně tak apoštol Pavel ve svém Prvním listu Korintským naznačuje, že Ježíš zemřel 14. nisanu („obětován jako velikonoční beránek“, 1Kor 5, 7 (Kral, ČEP)) a byl vzkříšen na židovský svátek prvotin, tj. 16. nisanu – 1Kor 15, 20 (Kral, ČEP). Správný výklad synoptiků je méně jasný. Někteří badatelé se proto domnívají, že všechna čtyři evangelia kladou ukřižování na pátek 14. nisanu, jiní se domnívají, že podle synoptiků k němu došlo v pátek 15. nisanu. Problém, který je pak třeba vyřešit, spočívá v určení, ve kterém z let vlády Piláta Pontského (26–36 n. l.) připadl 14. a 15. nisan na pátek.
Ve své práci publikované posmrtně v roce 1733 vzal Isaac Newton v úvahu pouze období 31–36 n. l. a vypočítal, že požadavek na pátek je splněn pouze v pátek 3. dubna 33 n. l. a 23. dubna 34 n. l. Posledně jmenované datum mohlo připadnout na pátek pouze v případě, že by byl v tom roce zaveden výjimečný přestupný měsíc, což však Newton zastával. Ve dvacátém století se standardním názorem stal názor J. K. Fotheringhama, který v roce 1910 navrhl 3. duben n. l. 33 na základě shody se zatměním Měsíce. V roce 1933 António Cabreira podobnou metodou dospěl ke stejnému datu, stejně jako v devadesátých letech Bradley E. Schaefer a J. K. Cabreira. P. Pratt. Také podle Humphreyse a Waddingtona ponechává lunární židovský kalendář pro Ježíšovu smrt pouze dvě pravděpodobná data v rámci vlády Piláta Pontského, přičemž obě by připadala na 14. nisan, jak je uvedeno v Janově evangeliu: pátek 7. dubna 30 n. l. a pátek 3. dubna 33 n. l.
Přesnější výpočet bere v úvahu, že židovský kalendář nebyl založen na astronomických výpočtech, ale na pozorování, v návaznosti na kritiku, že před dvěma tisíci lety je možné zjistit fázi Měsíce v určitý den, ale ne to, zda byl zakryt mraky nebo mlhou. Zahrneme-li možnost, že obloha byla zatažená a zakrývala Měsíc, a budeme-li předpokládat, že židovské úřady si byly vědomy toho, že lunární měsíce mohou být dlouhé pouze 29 nebo 30 dní (doba od jednoho novoluní do dalšího je 29,53 dne), pak zpřesněný výpočet uvádí, že požadavek pátku mohl být splněn i v době působení Piláta Pontského, a to 11. dubna 27 n. l. Další možné datum vzniká, pokud židovské úřady náhodou přidaly nepravidelný přestupný měsíc, aby kompenzovaly meteorologicky zpožděnou sklizňovou sezónu: to by přineslo jednu další možnost v Pilátově době, kterou je Newtonem upřednostňované datum 23. dubna 34 n. l. Colin Humphreys vypočítává, ale odmítá tato data 27 a 34 n. l. na základě toho, že první z nich je příliš časné na to, aby bylo slučitelné s Lukášem – Lk 3, 1–2 (Kral, ČEP), a jaro 34 n. l. je pravděpodobně příliš pozdní na to, aby bylo slučitelné s Pavlovou časovou osou, a potvrzuje pátek 7. dubna 30 n. l. a pátek 3. dubna 33 n. l. jako dvě možná data ukřižování.

#### Metoda zatmění Měsíce

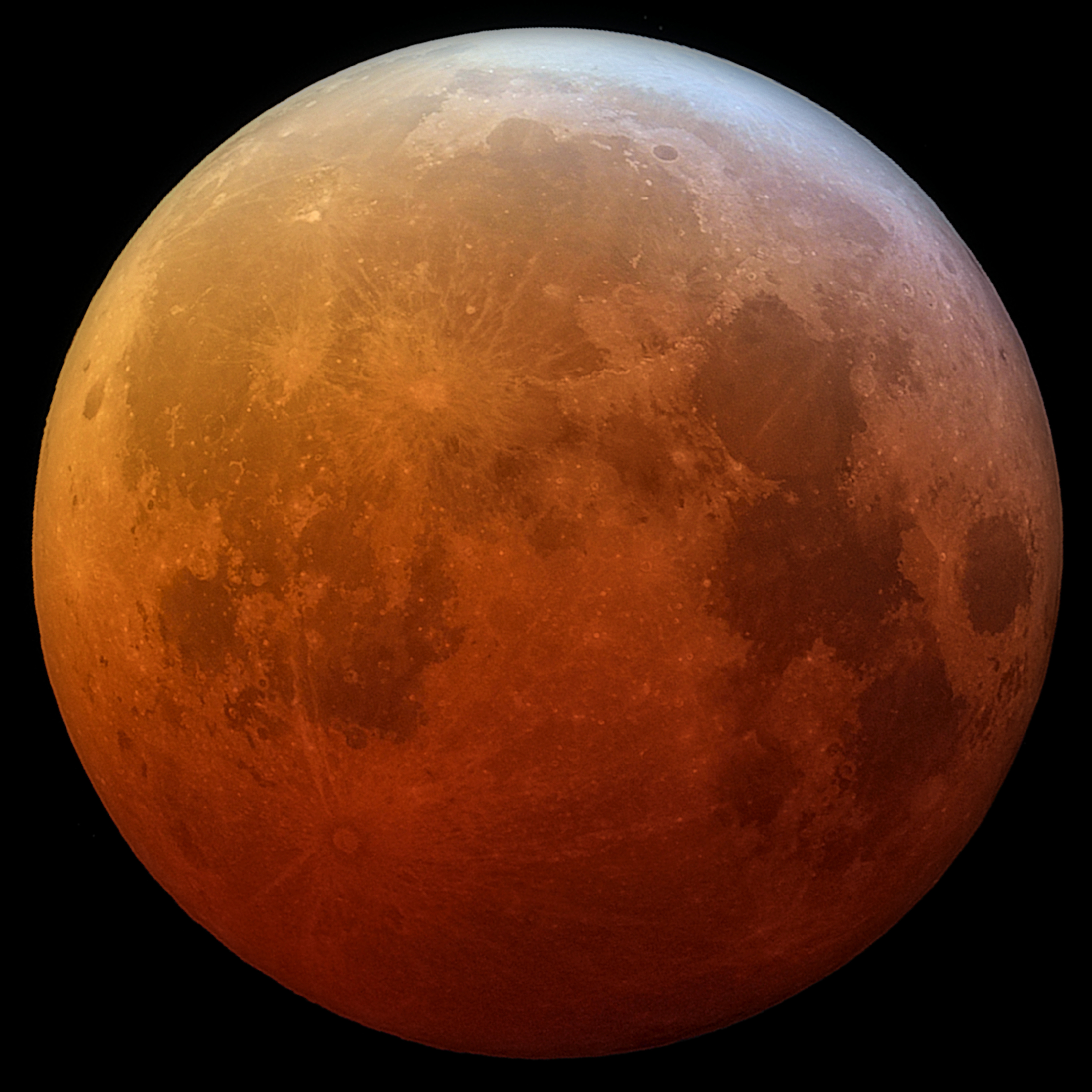
Zatmění Měsíce, 21. ledna 2019. Červený odstín je způsobený rozptylem slunečního světla v zemské atmosféře.

Zatmění Měsíce je potenciálně zmíněno ve Skutcích apoštolů – Sk 2, 14–21 (Kral, ČEP): „Slunce se obrátí v temnotu a měsíc se změní v krev, než přijde den Páně“, jak upozornili fyzik Colin Humphreys a astronom Graeme Waddington. Ve skutečnosti došlo k zatmění Měsíce 3. dubna 33 n. l., což je datum, které se shoduje s jedním z Newtonových astronomicky možných dat ukřižování (viz výše). Humphreys a Waddington vypočítali, že ve starověkém Jeruzalémě by toto zatmění bylo viditelné při východu Měsíce v 18:20 jako 20% částečné zatmění (Měsíc v úplňku s potenciálně chybějícím červeným „vykousnutím“ v levém horním rohu měsíčního kotouče). Předpokládají, že svědky tohoto zatmění by byla velká část židovského obyvatelstva, protože by čekali na západ slunce na západě a bezprostředně po něm na východní východ očekávaného úplňku jako na předepsané znamení k začátku domácího velikonočního jídla. Humphreys a Waddington proto navrhují scénář, podle něhož byl Ježíš ukřižován a zemřel 3. dubna 33 n. l. v 15 hodin, po němž následovalo červené částečné zatmění Měsíce při východu měsíce večer v 6 hodin 20 minut, které pozorovalo židovské obyvatelstvo, a že Petr tuto událost připomíná při kázání o vzkříšení Židům – Sk 2, 14–21 (Kral, ČEP). Astronom Bradley Schaefer s datem zatmění souhlasí, ale zpochybňuje, že by zatmění Měsíce bylo viditelné v době, kdy Měsíc vycházel v Jeruzalémě.
S tím potenciálně souvisí i zmínka v synoptických evangeliích o tříhodinové tmě nad celou zemí v den ukřižování (podle Lukáše – Lk 23, 45 (Kral, ČEP) τοῦ ἡλίου ἐκλιπόντος – slunce se zatmělo). Ačkoli někteří badatelé považují tento údaj spíše za literární prostředek běžný u starověkých autorů než za popis skutečné události, jiní autoři se pokoušeli identifikovat meteorologickou událost nebo datovatelný astronomický jev, na který se tento údaj mohl vztahovat. Nemohlo jít o zatmění Slunce, protože to nemohlo nastat během úplňku o Pesachu a v každém případě zatmění Slunce trvá minuty, nikoliv hodiny. V roce 1983 astronomové Humphreys a Waddington upozornili, že zmínka o zatmění Slunce v některých verzích Lukášova evangelia chybí, a tvrdili, že zatmění Slunce je pozdější chybnou písařskou úpravou toho, co bylo ve skutečnosti zatměním Měsíce v roce 33 n. l. Toto tvrzení označuje historik David Henige za „nehajitelné“ a „neobhajitelné“. Humphreys a řada badatelů alternativně tvrdí, že zatmění Slunce bylo způsobeno chamsinem, tj. písečnou bouří, která může na Blízkém východě nastat od poloviny března do května a která obvykle trvá několik hodin.
V recenzi Humphreysovy knihy teolog William R. Telford poukazuje na to, že neastronomické části jeho argumentace o zatmění Měsíce vycházejí z předpokladu, že chronologie popsané v Novém zákoně jsou historické a založené na svědectví očitých svědků, přičemž nekriticky přijímá tvrzení jako „trojí různé velikonoce u Jana“ a Matoušovo tvrzení, že Ježíš zemřel v devátou hodinu. Dále tvrdí, že Humphreys používá dva velmi pochybné zdroje, a to údajný Pilátův dopis Tiberiovi a spisy alexandrijského biskupa Cyrila z 5. století, které však Humphreys klasifikuje jako padělky nebo soudobý výklad svědčící o tehdejší tradici.

#### Metoda dvojitého Pesachu

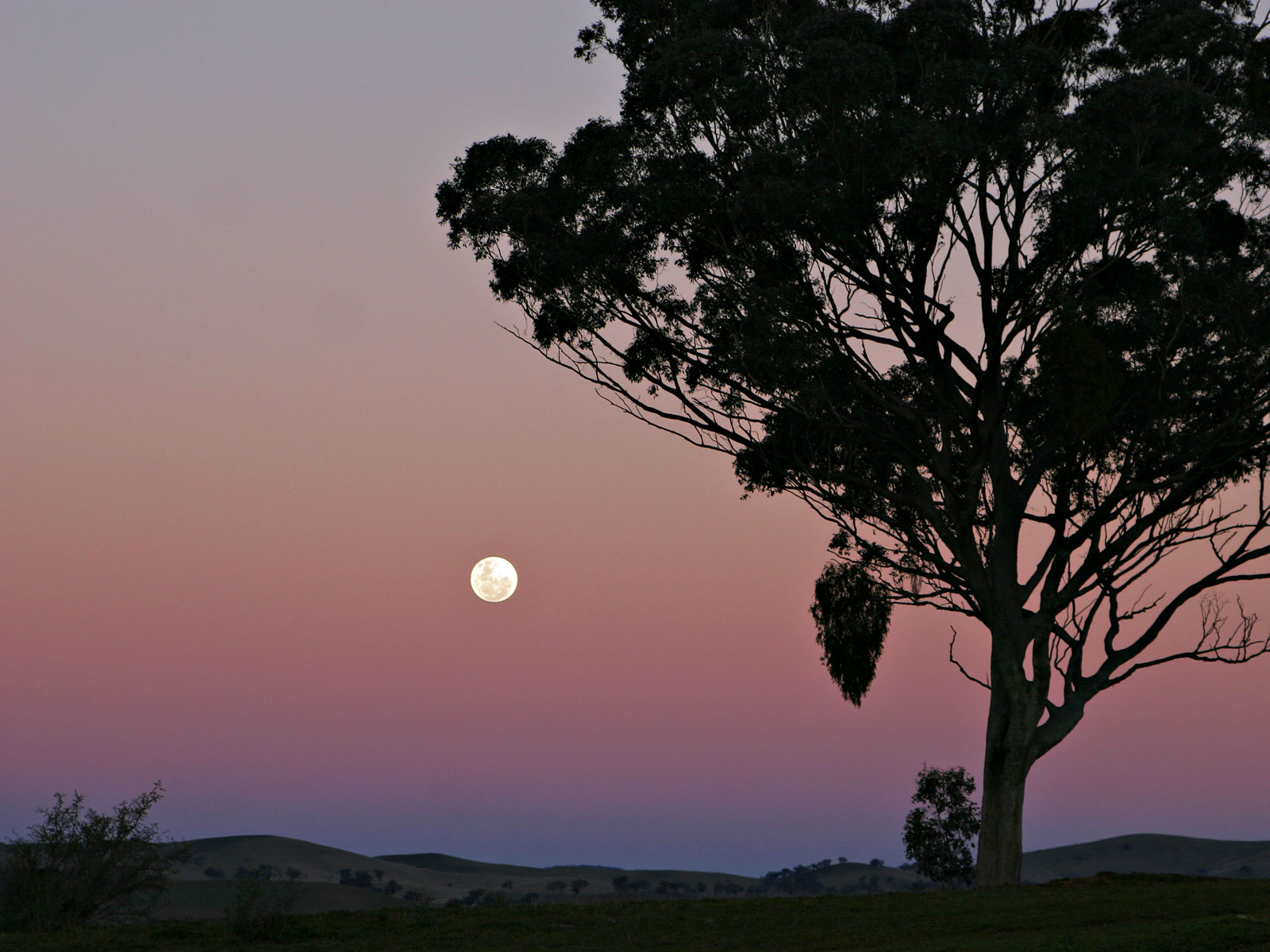
Vycházející měsíc v úplňku při západu slunce oznamuje začátek pesachového jídla. Je to dva týdny po novoluní, které ohlašuje začátek měsíce nisan (březen/duben).

Synoptická evangelia ve vyprávění o ukřižování zdůrazňují, že Ježíš před svým ukřižováním slavil velikonoční jídlo – Mk 14, 12 (Kral, ČEP) a násl.; Lk 22, 15 (Kral, ČEP), což ostře kontrastuje s nezávislým Janovým evangeliem, které výslovně uvádí, že oficiální „židovské“ velikonoce – Jan 11, 55 (Kral, ČEP) začaly za soumraku po Ježíšově smrti. Colin Humphreys ve své knize z roku 2011 navrhuje řešení tohoto zjevného rozporu tím, že tvrdí, že Ježíšova „synoptická“ velikonoční hostina se ve skutečnosti konala dva dny před Janovou „židovskou“ velikonoční hostinou, protože ta první se počítá podle domnělého původního židovského lunárního kalendáře (který sám vychází z egyptského liturgického lunárního kalendáře údajně zavedeného Izraelitům Mojžíšem ve 13. století př. n. l. a do 21. století používaného Samaritány).  Oficiální „židovský“ Pesach se naopak určoval podle židovského kalendáře, který byl upraven během babylonského exilu v 6. století př. n. l. Tento upravený židovský kalendář používá většina Židů do současnosti. Jeden ze základních rozdílů spočívá v určení prvního dne nového měsíce: zatímco Samaritáni používají vypočítané (protože z definice neviditelné) novoluní, hlavní židovský proud používá první pozorování tenkého srpku dorůstajícího měsíce, které je v průměru o 30 hodin později. Další základní rozdíl spočívá v tom, že samaritánský kalendář používá den od východu do západu slunce, zatímco oficiální židovský kalendář používá den od západu do západu slunce. Vzhledem k těmto rozdílům je samaritánský Pesach obvykle o jeden den dříve než židovský (v některých letech o dva i více dní dříve). Rok Ježíšova ukřižování pak lze vypočítat tak, že si položíme otázku, ve kterém ze dvou astronomicky možných roků 30 n. l. a 33 n. l. je mezi poslední večeří a ukřižováním časový odstup, který je slučitelný s evangelijní časovou osou Ježíšových posledních 6 dnů. Astronomické výpočty ukazují, že hypotetické datum roku 30 n. l. by vyžadovalo nekompatibilní pondělní poslední večeři, zatímco rok 33 n. l. nabízí kompatibilní poslední večeři ve středu 1. dubna 33 n. l. a následné kompatibilní ukřižování v pátek 3. dubna 33 n. l.
Vzhledem k těmto předpokladům tvrdí, že vypočtené datum Poslední večeře ve středu 1. dubna 33 n. l. umožňuje, aby všechny čtyři evangelijní zprávy byly astronomicky správné, přičemž Ježíš slavil Paschu dva dny před svou smrtí podle původního Mojžíšova kalendáře a židovské úřady slavily Paschu těsně po ukřižování podle upraveného babylonského kalendáře. Naproti tomu křesťanská církevní tradice slavení Poslední večeře na Zelený čtvrtek by byla anachronismem. Vypočítaná chronologie mimochodem podporuje Janovo a Pavlovo vyprávění o tom, že Ježíš zemřel ve stejnou hodinu (pátek 15 hodin) 3. dubna 33 n. l., kdy byli zabíjeni velikonoční beránci.
V recenzi Humphreysovy knihy teolog William R. Telford namítá, že schéma oddělených dnů evangelijního Svatého týdne „je umělou i nedůslednou konstrukcí“. Jak Telford upozornil ve své vlastní knize z roku 1980, „původní třídenní struktura, kterou nacházíme v Mk 11 (Kral, ČEP), je způsobena čistě redakčním spojením cizího příběhu o fíkovníku s triumfálním vjezdem a očistou chrámu podle tradice a není chronologií, na níž by bylo možné založit jakoukoli historickou rekonstrukci“.

### Odborná debata o hodině, dni a roce úmrtí

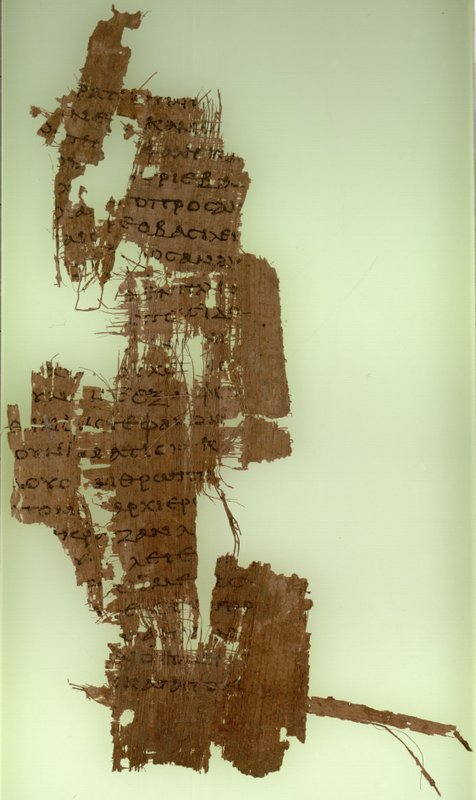
Fragment papyru 90 z 19. kapitoly Janova evangelia

Odhad hodiny Ježíšovy smrti na základě novozákonních zpráv je již po staletí předmětem diskusí mezi učenci. Někteří badatelé tvrdí, že je nepravděpodobné, že by se mnohé události umučení mohly odehrát v rozmezí od půlnoci do zhruba deváté hodiny ranní.
Moderní věda se shoduje s názorem čtyř evangelií, že novozákonní příběhy popisují ukřižování v pátek, ačkoli se objevily i názory, že k ukřižování došlo ve středu.
Debatu o tomto datu lze shrnout následovně. V synoptickém líčení se Poslední večeře odehrává první noc velikonočního svátku, který je v Tóře definován jako den po rozednění 14. nisanu, a ukřižování připadá na 15. nisan. V Janově evangeliu se však Ježíšův soud odehrává před velikonoční večeří a odsouzení se odehrává v den přípravy, tedy před velikonocemi. Janovo vyprávění klade ukřižování na 14. nisan, protože podle zákona musel být beránek obětován mezi 15:00 a 17:00 a sněden před půlnocí tohoto dne. Je problematické sladit Janovu chronologii se synoptickou tradicí, podle níž byla Poslední večeře velikonočním jídlem. Někteří badatelé předložili argumenty, které mají obě vyprávění sladit, ačkoli Raymond E. Brown po jejich přezkoumání dospěl k závěru, že je nelze snadno sladit. Jedním z nich je domněnka, že pro Ježíše a jeho učedníky mohl velikonoční svátek začít ve čtvrtek za úsvitu, zatímco pro tradiční Židy by začal až za soumraku téhož dne. Dalším je, že Jan se řídil římskou praxí počítání nového dne od půlnoci, nikoliv židovským počítáním. Tato římská praxe se však používala pouze pro datování smluv a pronájmů. Donald Arthur Carson tvrdí, že „příprava velikonočních svátků“ může znamenat kterýkoli den velikonočního týdne. Někteří argumentují, že moderní přesnost označování denní doby by se neměla zpětně promítat do evangelijních zpráv, které byly napsány v době, kdy neexistovala standardizace časomíry ani přesné zaznamenávání hodin a minut. Andreas Köstenberger tvrdí, že v prvním století se čas často odhadoval na nejbližší tříhodinovou hranici a že záměrem autora Markova evangelia bylo poskytnout prostředí pro tři hodiny tmy, zatímco Janovo evangelium se snaží zdůraznit délku jednání, které začíná „brzy ráno“. William Barclay tvrdí, že líčení Ježíšovy smrti v Janově evangeliu je literární konstrukcí, která představuje ukřižování jako událost, k níž došlo v den Paschy, kdy měl být zabit obětní beránek, a Ježíš je tak zobrazen jako Beránek Boží. Toto chápání odpovídá starozákonní typologii, podle níž Ježíš vstoupil do Jeruzaléma, aby se 10. nisanu identifikoval jako velikonoční beránek, byl ukřižován a zemřel ve tři hodiny odpoledne 14. nisanu, tedy ve stejnou dobu, kdy měl velekněz obětovat velikonočního beránka, a ráno 16. nisanu vstal před svítáním z mrtvých jako předobraz oběti prvotin.
Astronomická analýza Colina Humphreyse, která byla zveřejněna v roce 2011 a popsána výše, určuje čas Ježíšovy smrti na 15:00 hodin 3. dubna 33 n. l. a tvrdí, že dává do souladu evangelijní zprávy o „šesti dnech“ předcházejících ukřižování. Jeho řešení spočívá v tom, že synoptická evangelia a Janovo evangelium používají dva různé kalendáře (oficiální židovský lunární kalendář a současný samaritánský lunární kalendář, který v Ježíšově době používali také kumránští eséni a zélóti). Humphreyho návrhu předcházela v roce 1957 práce Annie Jaubertové, která navrhla, že Ježíš konal svou poslední večeři v době Paschy podle kumránského slunečního kalendáře. Humphreys odmítá Jaubertové závěr tím, že dokazuje, že podle kumránského solárního počítání by Ježíšova poslední večeře byla vždy zařazena po židovském svátku Pesach, což je v rozporu se všemi čtyřmi evangelii. Humphreys naopak poukazuje na to, že komunita Esejců v Kumránu používala navíc lunární kalendář, který sám o sobě zjevně vycházel z egyptského liturgického lunárního kalendáře. Humphreys se domnívá, že důvodem, proč jeho řešení se dvěma kalendáři nebylo objeveno dříve, je (a) rozšířená vědecká neznalost existence egyptského liturgického lunárního kalendáře (používaného vedle známého egyptského administrativního slunečního kalendáře a pravděpodobně základu židovského lunárního kalendáře ze 13. století př. n. l.) a (b) skutečnost, že současná přežívající malá komunita Samaritánů odhalila výpočty, na nichž byl založen jejich lunární kalendář (zachovávající egyptské počítání), cizincům až v 60. letech 20. století.
Teolog William R. Telford v recenzi Humphreysovy knihy upozorňuje, že neastronomické části jeho argumentace vycházejí z předpokladu, že chronologie popsané v Novém zákoně jsou historické a založené na svědectví očitých svědků. Tím podle Telforda Humphreys vystavěl argumentaci na nepodložených předpokladech, které „páchají násilí na povaze biblických textů, v nichž se mísí fakta a fikce, tradice a redakce, historie a mýtus, což činí z přísné aplikace vědeckého nástroje astronomie na jejich domnělé údaje chybně vyložený počin“.
Přibližné chronologické srovnání vyprávění o umučení Ježíše podle Markova a Janova evangelia. Každý úsek ('1' až '28') představuje 3 hodiny času (anglicky).

## Vzkříšení „třetího dne“
Po ukřižování podávají evangelia zprávu o objevení Ježíšova prázdného hrobu a následně evangelia a Pavel vyprávějí o Ježíšově vzkříšení. Potenciální chronologický rozpor vzniká tím, že se o vzkříšení hovoří jako o události „třetího dne“ (např. Mt 16, 21 (Kral, ČEP)), zatímco na jiném místě Matouš – Mt 12, 40 (Kral, ČEP) uvádí, že Ježíš bude pohřben „tři dny a tři noci“. Moderní pojetí nuly jako čísla zavedli indičtí učenci až v pátém století našeho letopočtu, takže například gregoriánský kalendář nikdy neměl rok „AD 0“ a místo toho začíná rokem AD 1, kterému bezprostředně předchází rok 1 před naším letopočtem. Pokud jde o počítání dnů, v případě neexistence „nultého dne“, tj. při použití inkluzivního počítání, mnoho moderních jazyků (např. řečtina, italština, španělština, francouzština, portugalština, velština) nadále označuje dva týdny jako „patnáct dní“, zatímco v angličtině, která dodržuje nultý den a používá tedy exkluzivní počítání, se tento časový úsek označuje jako fortnight, česky 14 dní (dva týdny). V souladu s tehdejší obecnou praxí se v evangeliích používá počítání včetně, což je zdůrazněno v Mt 27, 62–64 (Kral, ČEP):
Nazítří, v den po pátku, shromáždili se velekněží a farizeové u Piláta a řekli: „Pane, vzpomněli jsme si, že ten podvodník řekl ještě za svého života: ‚Po třech dnech budu vzkříšen (řecky: meta treis hemeras).‘ Dej proto rozkaz, ať je po tři dny (řecky: tes trites hemeras) hlídán jeho hrob, aby nepřišli jeho učedníci, neukradli ho a neřekli lidu, že byl vzkříšen z mrtvých; to by pak byl poslední podvod horší než první.“
kde Matouš střídavě používá „po třech dnech“ a „do třetího dne“.

## Starověké odhady
V průběhu staletí byly navrženy i jiné odhady Ježíšovy chronologie, i když všechny pravděpodobně vycházely ze samotné Bible. Následují chronologie, které uvádějí někteří autoři z konce 2. století a počátku 3. století, tedy kolem roku 200 n. l.:
- Tertulián píše, že Ježíš se narodil ve 41. roce vlády Augusta, který vládl 56 let (od roku 43 př. n. l.), a zemřel ve věku 30 let 25. března.[185] Údaj „41.“ opakují Irenej a Origenes.[185]
- Klement Alexandrijský píše, že Ježíš se narodil ve 28. roce vlády Augusta, který vládl 43 let (od roku 30 př. n. l.). Klement i Tertulián datují Ježíšovo narození do roku 3 př. n. l. nebo (pravděpodobněji) do roku 2 př. n. l.,[185] což může být jen výsledek odečtení 30 let do roku 29 n. l., kdy Ježíš začal kázat, protože mu prý bylo „kolem 30 let“.
- Hippolyt Římský uvádí, že Ježíš se narodil ve středu 25. prosince 42. roku vlády Augusta, 5500 let po Adamovi, a zemřel ve 33. roce svého života v pátek 25. března 18. roku vlády Tiberia, za konzulátu Rufa a Rubelia (29 n. l.).[186] 42. rok vlády Augusta se vztahuje buď k roku 3 př. n. l., nebo k roku 2 př. n. l. To však neodpovídá údaji o „33. roce“, který by Ježíšovo narození situoval do roku 4 př. n. l. Rok 29 n. l. byl Tiberiovým 16. rokem, nikoliv 18. rokem, ačkoliv se někdy tvrdí, že někteří autoři datují jeho vládu od roku 12 n. l., kdy byl Augustem jmenován spoluvládcem. V počítání Tiberiovy vlády panuje mnoho nejasností. 25. prosince byla středa roku 3 př. n. l.[185] a 25. března roku 29 n. l. byl pátek.[187]
- Liber Generationis, dílo nalezené vedle Hippolytova díla, uvádí, že Ježíš žil 30 let, a uvádí interval 206 let mezi umučením a „současností“, což byl rok 5738 po Adamovi, 13. rok vlády Severa Alexandra (234 n. l.). Z toho vyplývá datum narození 3 př. n. l.[185]

Eusebius ve své knize Historia Ecclesiae, poprvé vydané roku 313 n. l., klade Ježíšovo narození do 42. roku vlády císaře Augusta (který vládl celkem 57 let), což je zároveň 28. rok po smrti Antonia a Kleopatry; tedy do roku 2 př. n. l. Římský historik ze 3./4. století Lactantius uvádí, že Ježíš byl ukřižován 23. března 29 n. l. zatímco spisovatel z 5. století Cassiodorus uvádí, že Ježíš se narodil roku 3 př. n. l. a zemřel roku 31 n. l.

### Anno Domini
Hlavní článek: Anno Domini
V roce 525 n. l. Dionysius Exiguus vytvořil velikonoční tabulku pro výpočet data Velikonoc v době, kdy se roky juliánského kalendáře ještě určovaly podle jmen konzulů, kteří v daném roce zastávali úřad – sám Dionýsius uvedl, že „současný rok“ je „konzulát Proba mladšího“, což je 525 let „od vtělení našeho Pána Ježíše Krista“. Dionýsios tedy naznačoval, že k Ježíšovu vtělení došlo o 525 let dříve. Bonnie J. Blackburn a Leofranc Holford-Strevens stručně uvádějí argumenty pro rok 2 př. n. l., 1 př. n. l. nebo 1 n. l. jako rok, který Dionýsios zamýšlel pro Ježíšovo narození nebo vtělení. Mezi zdroje nejasností patří:
- V moderní době je vtělení synonymem pro početí, ale někteří starověcí autoři, jako například Beda Ctihodný, považovali vtělení za synonymum pro Narození.
- Občanský nebo konzulský rok začínal 1. ledna, ale Diokleciánův rok začínal 29. srpna (30. srpna v roce před přestupným juliánským rokem).
- V seznamech konzulů se vyskytovaly nepřesnosti.
- Docházelo ke zmatenému sčítání panovnických let císařů.

Není známo, jak Dionýsios určil rok Ježíšova narození. Dvě hlavní teorie jsou, že Dionýsios vycházel z Lukášova evangelia, kde se uvádí, že Ježíšovi bylo „asi třicet let“ krátce po „patnáctém roce vlády císaře Tiberia“, a proto od tohoto data odečetl třicet let, nebo že Dionýsios počítal 532 let zpět od prvního roku své nové tabulky.
Anglosaský historik Beda Ctihodný, který byl obeznámen s Dionýsovým dílem, použil datování Anno Domini ve svých Církevních dějinách anglického lidu (Historia ecclesiastica gentis Anglorum), dokončených v roce 731 n. l. Jak Dionýsius, tak Beda považovali Anno Domini za počátek Ježíšova vtělení, ale „rozdíl mezi Vtělením a Narozením byl učiněn až koncem 9. století, kdy bylo na některých místech Vtělení ztotožňováno s Kristovým početím, tj. se Zvěstováním 25. března“. Na evropském kontinentu zavedl Anno Domini jako kalendářní systém zvolený v karolínské renesanci anglický klerik a učenec Alcuin koncem 8. století. Jeho schválení císařem Karlem Velikým a jeho nástupci, kteří tento kalendář zpopularizovali v celé karolínské říši, nakonec stojí za jeho dnešním celosvětovým rozšířením.